# Campos (Vila Nova de Cerveira)
Campos ist ein Ort und eine ehemalige Gemeinde (Freguesia) im Norden Portugals.
Campos gehört zum Kreis Vila Nova de Cerveira im Distrikt Viana do Castelo. Die Gemeinde hatte eine Fläche von 5,3 km² und 1367 Einwohner (Stand 30. Juni 2011).
Am 29. September 2013 wurden die Gemeinden Campos und Vila Meã zur neuen Gemeinde União das Freguesias de Campos e Vila Meã zusammengeschlossen. Campos ist Sitz dieser neu gebildeten Gemeinde.